# Filander kosmaty
Filander kosmaty (Lagorchestes hirsutus) – gatunek ssaka z podrodziny kangurów (Macropodinae) w obrębie rodziny kangurowatych (Macropodidae).

## Taksonomia
Gatunek po raz pierwszy naukowo opisał w 1844 roku angielski przyrodnik John Gould nadając mu nazwę Lagorchestes hirsutus. Miejsce typowe to obszar Jorku, Australia Zachodnia, Australia. Holotyp to skóra (sygnatura BMNH 44.2.15.16) i uszkodzona czaszka (sygnatura BMNH 46.4.25) dorosłego samca z kolekcji Muzeum Historii Naturalnej w Londynie.
Zmienność wewnątrzgatunkowa spowodowała, że zaproponowano różną liczbę podgatunków (niektóre są nadal nieopisane); potrzebne są dalsze badania.
Autorzy Illustrated Checklist of the Mammals of the World rozpoznają trzy podgatunki. Podstawowe dane taksonomiczne podgatunków (oprócz nominatywnego) przedstawia poniższa tabelka:
| Podgatunek     | Oryginalna nazwa               | Autor i rok opisu | Miejsce typowe                                                 | Holotyp |
| -------------- | ------------------------------ | ----------------- | -------------------------------------------------------------- | --- |
| L. h. bernieri | Lagorchestes hirsutus bernieri | O. Thomas, 1907   | Bernier Island, Zatoka Rekina, Australia Zachodnia, Australia. | Skóra i czaszka dorosłego samca (sygnatura BMNH 6.10.5.18) z kolekcji Muzeum Historii Naturalnej w Londynie, zebrany 16 czerwca 1906 roku przez Guya Shortridge’a. |
| L. h. dorreae  | Lagorchestes hirsutus dorreae  | O. Thomas, 1907   | Dorre Island, Zatoka Rekina, Australia Zachodnia, Australia.   | Skóra i czaszka dorosłego samca (sygnatura BMNH 0.6.1.18) z kolekcji Muzeum Historii Naturalnej w Londynie, zebrany w lutym 1899 roku przez Johna Tunneya.         |

### Etymologia
- Lagorchestes: gr. λαγως lagōs „zając”; oρχηστης orkhēstēs „tancerz”[10].
- hirsutus: łac. hirsutus „włochaty, szczeciniasty”, od hirtus „szorstki, włochaty”[11].
- bernieri: Bernier Island, Australia[2].
- dorreae: Dorre Island, Australia[2].

## Zasięg występowania
Filander kosmaty występuje w zależności od podgatunku:
- L. hirsutus hirsutus – podgatunek wymarły na wolności, kiedyś występował w zachodniej i środkowej Australii kontynentalnej. Osobniki wyhodowane w niewoli wprowadzone zostały na wyspę Trimouille, w archipelagu Montebello w Australii Zachodniej.
- L. hirsutus bernieri – Bernier Island, Australia Zachodnia.
- L. hirsutus dorreae – Dorre Island, Australia Zachodnia.

## Morfologia
Długość ciała (bez ogona) samic 36–39 cm, samców 31–36 cm, długość ogona samic 26–30 cm, samców 26–28 cm; masa ciała samic 0,9–1,8 kg, samców 0,8–1,6 kg dla podgatunku hirsutus; długość ciała (bez ogona) samic 36–39 cm, samców 31–36 cm, długość ogona samic 24,5–30,5 cm, samców 26–28 cm; masa ciała samic 0,9–1,8 kg, samców 1,2–1,8 kg dla podgatunków bernieri i dorreae. Ich futro jest długie, miękkie i grube, w kolorach: piaskowym, płowym a grzbiet i głowa są szaro-rude, łapy są ciemno zabarwione. Samce i samice maja identyczny kolor, ale samice są większe od samców. Mają długie, szpiczaste uszy, duże czarne oczy, krótkie wąsiki.

## Ekologia
Głównym środowiskiem dla niego była pierwotnie pustynia Tanami, która jest ciepła, sucha, z monsunowym klimatem i na wpół jałowa. Ilość pożywienia jest uzależniona od suszy i ilości opadów.
Zwierzęta te wymagają mozaikowatości terenu, złożonej z wypalanych i niewypalanych części trawiastego terenu (różne obszary podatności na ogień i środowiska zapewniające schronienie i zapasy żywności). Tworzą ją zróżnicowanie pożywienia, rozmiary pagórków, i struktura środowiska. Stopień połączenia i dostępności do każdego z tych środowisk były równie ważne. Te dwie wyspy maja kilka głównych typów środowisk: piaszczyste równiny, tereny trawiaste, piaszczyste trawiaste wrzosowiska, nietrwałe wydmy, plaże, martwe wrzosowiska. Występuje we wszystkich środowiskach, ale ulubionymi są umocnione, trwałe wydmy, plaże i oba środowiska wrzosowisk. Chronią się w szczelinach lub w kępach trawy albo w otwartych jamach. Uciekają zygzakowatym śladem, gdy są spłoszone.

### Odżywianie
Są roślinożerne. Jedzą głównie nasiona, owoce, turzyce, sukulenty i zioła. Mogą zmieniać swoje przyzwyczajenia pokarmowe w odpowiedzi na zmiany w środowisku. Jednoliścienne są ich podstawową dietą – 44-65% razem z nasionami, owocami sukulentów, jeżeli są dostępne. Filandry wolą łodygi i liście traw bylinowych (wieloletnich) niektórych gatunków, a w suchszych i uboższych środowiskach mogą nawet żywić się owadami.

### Zachowanie
Filandry są zwierzętami nocnymi. Wyłaniają się ze swoich jam po zachodzie słońca. Samce wychodzą wcześniej niż samice. Większość aktywności (żerowanie, pielęgnacja itd.) wykonują wczesną nocą. Są one samotnikami i unikają konfrontacji. Kiedy dochodzi do spotkania są zwykle nieagresywne. Do komunikowania się używają języka ciała i odgłosów, pomimo że są nocne. Szczególnie w czasie spotkania samca i samicy. Dwie samice często się obwąchują i odchodzą. Samiec może znakować swoje terytorium przez spryskanie moczem drzewa. W niewoli jest kilka dowodów na hierarchię socjalną wśród samców i samic, przy czym samcza hierarchia dotyczy dostępu do samic i jedzenia. W dziczy zagęszczenie jest tak małe, ze hierarchia nie jest ważna. Zaalarmowany wydaje głośny pisk potem syk i ucieka do kryjówki.

### Terytorium
Dane sugerują, że samce mają większe terytoria, które zawierają mniejsze terytoria wielu samic. Na pustyni Tanami terytoria zawierają gęste pokrycie trawami z rodziny wiechlinowatych, otwarte tereny skaliste (skały osadowe) i ogniowa granica między dojrzałymi trawami a niedawno wypalonymi terenami. Największa aktywność występuje na terenach granicznych. Te skupiska traw są wykorzystywane jako kryjówka podczas poruszania się i schronienie w czasie dnia. Otwarte tereny są bardziej wykorzystywane do żerowania, ponieważ mają większe urozmaicenie i obfitość pokarmu. Wzory wykorzystania środowisk są sezonowe (okresowe) i bazują na opadach.

### Rozmnażanie
Prowadzi samotny tryb życia. Kiedy samce spotykają się z samicami sprawdzają je (czy są gotowe do rozrodu), jeżeli ona nie jest gotowa na zaloty to odsuwa się bądź kopie samca, natomiast samice odpowiadające kładą się akceptując parzenie. W dzikim środowisku samce strzegą swoich partnerek, ponieważ owulujące samice przyciągają wielu samców. W niewoli brak dodatkowych samców w zagrodzie oraz ograniczona przestrzeń usunęła potrzebę obrony partnerek.
Jak inne kangurowate, filandry wykazują zahamowanie rozwoju zarodka bądź nawet wchłonięcie go gdy warunki środowiska są niesprzyjające. Jest to niezwykle ważne w niestabilnych środowiskach, w których żyją. Samice są wrażliwie na zmiany dostępności jedzenia w czasie, gdy noszą młode w torbie lub tuż przed. Krótka ciąża i skrócone życie w torbie (124 dni) pozwala na posiadanie powyżej 3 miotów rocznie. Są zwierzętami poliestralnymi. Czas noszenia młodego w torbie to 5 miesięcy. Samice są dojrzałe płciowo między 5 a 23 miesiącem, samce w wieku 14-20 miesiąca. Samice opiekują się, karmią i chronią młode. Po odstawieniu młodego, matka i inne dorosłe często zachowują się agresywnie wobec młodych. Przyczynia się to do rozproszenia młodych, zmniejszając szanse inbredu i redukując lokalną konkurencję do rzadkich zasobów. Długość życia przeciętnie wynosi 13 lat.

## Status zagrożenia
W Czerwonej księdze gatunków zagrożonych Międzynarodowej Unii Ochrony Przyrody i Jej Zasobów został zaliczony do kategorii VU (ang. vulnerable ‘narażony’).